# Šiauliai internationella flygplats
Šiauliai International Airport (även känd som Zokniai Airport, Litauiska: Zoknių oro uostas) (IATA: SQQ, ICAO: EYSA) är en internationell- och militär flygplats belägen cirka 7 kilometer sydöst om Šiauliai i norra Litauen. Flygplatsen täcker ett område på 4,71 km². 

## Historik
Flygplatsen byggdes 1935 och användes som bas av litauiska flygvapnet. Efter andra världskriget övertogs flygplatsen av sovjetiska flygvapnet, vilka anlade två parallella rullbanor på 3,2 km respektive 3,5 km. Flygbasen kom att bli den största i västra Sovjetunionen.
1955 var flygbasen en av totalt sex sovjetiska flygbaser som kunde ta emot det tunga bombflygplanet Mjasisjtjev M-4. Mellan 1960-talet och 1970-talet var spanings- och radarflygplanet Tu-126 stationerat på basen. Vidare har attackflyg- och transportflygförband med MiG-23, MiG-27, Il-76 och An-12 varit stationerade på basen. 
1993 övergav det sista sovjetiska förbandet flygbasen. Den litauiska regeringen beslutade 1994 att rusta upp flygplatsen till en internationell- och fraktflygplats, vilket medförde omfattande renoveringar och ominstallationer. I november 2011 föreslog myndigheterna i Šiauliai att namnge flygplatsen efter den framlidne amerikanska presidenten Ronald Reagan.
Förutom att fungera som internationell- och fraktflygplats, är flygplatsen sedan 29 mars 2004 dessutom bas för Baltic Air Policing, en Nato-operation i syfte med att patrullera och upprätthålla incidentberedskapen över de tre baltiska staternas luftrum.

## Galleri

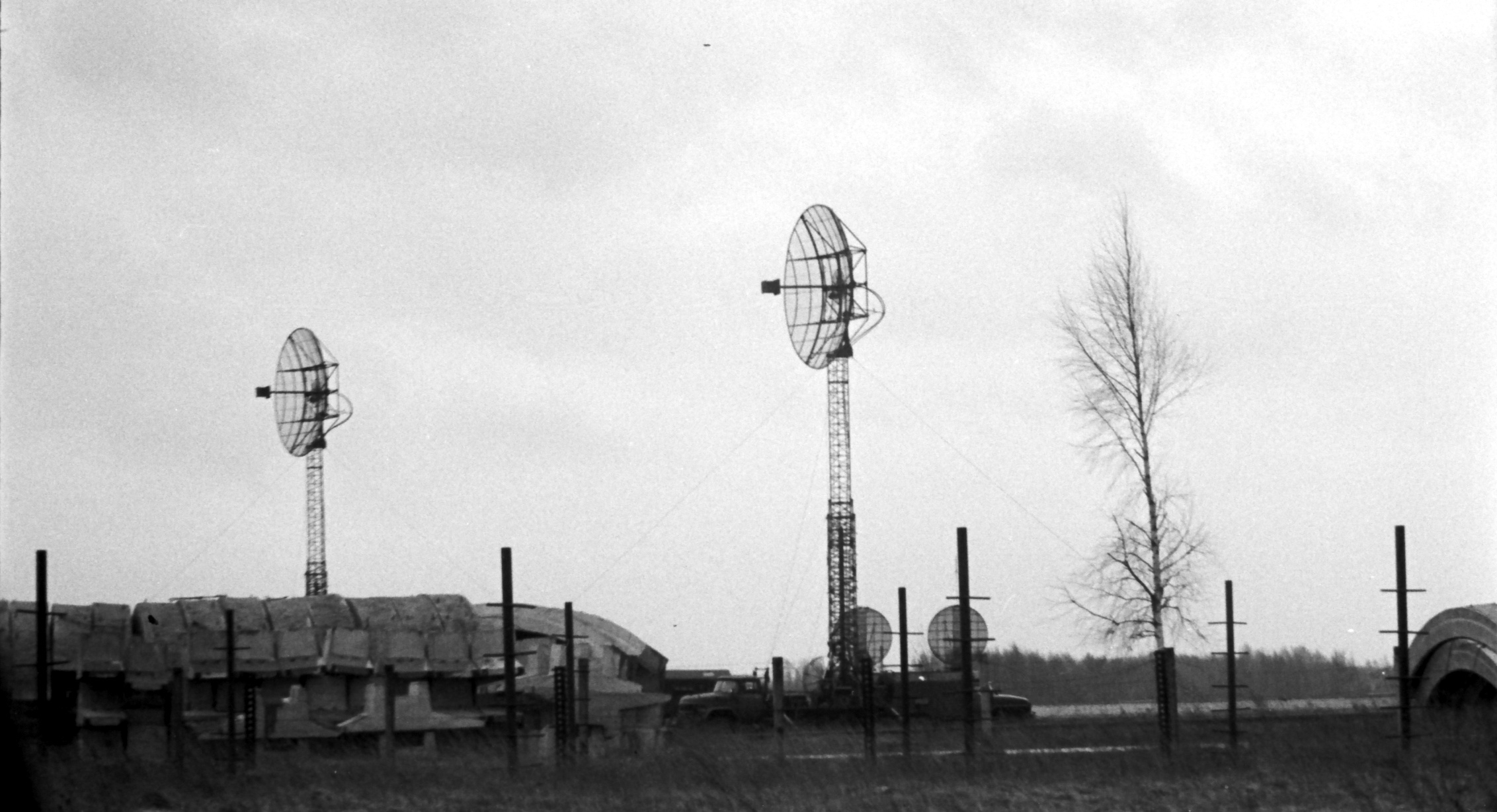
Sovjetisk militärradar vid Šiauliai internationella flygplats
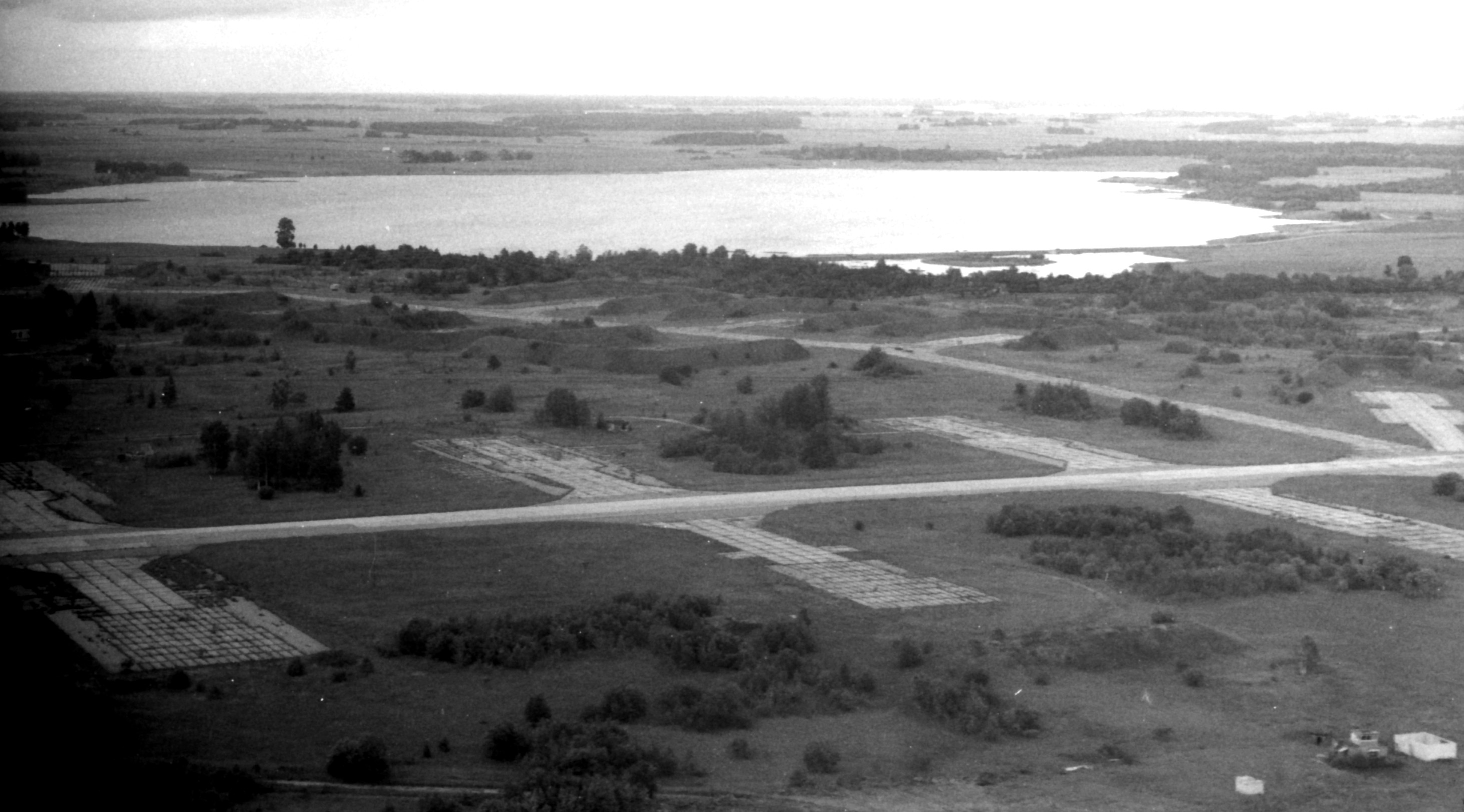
Rullbanan 1996
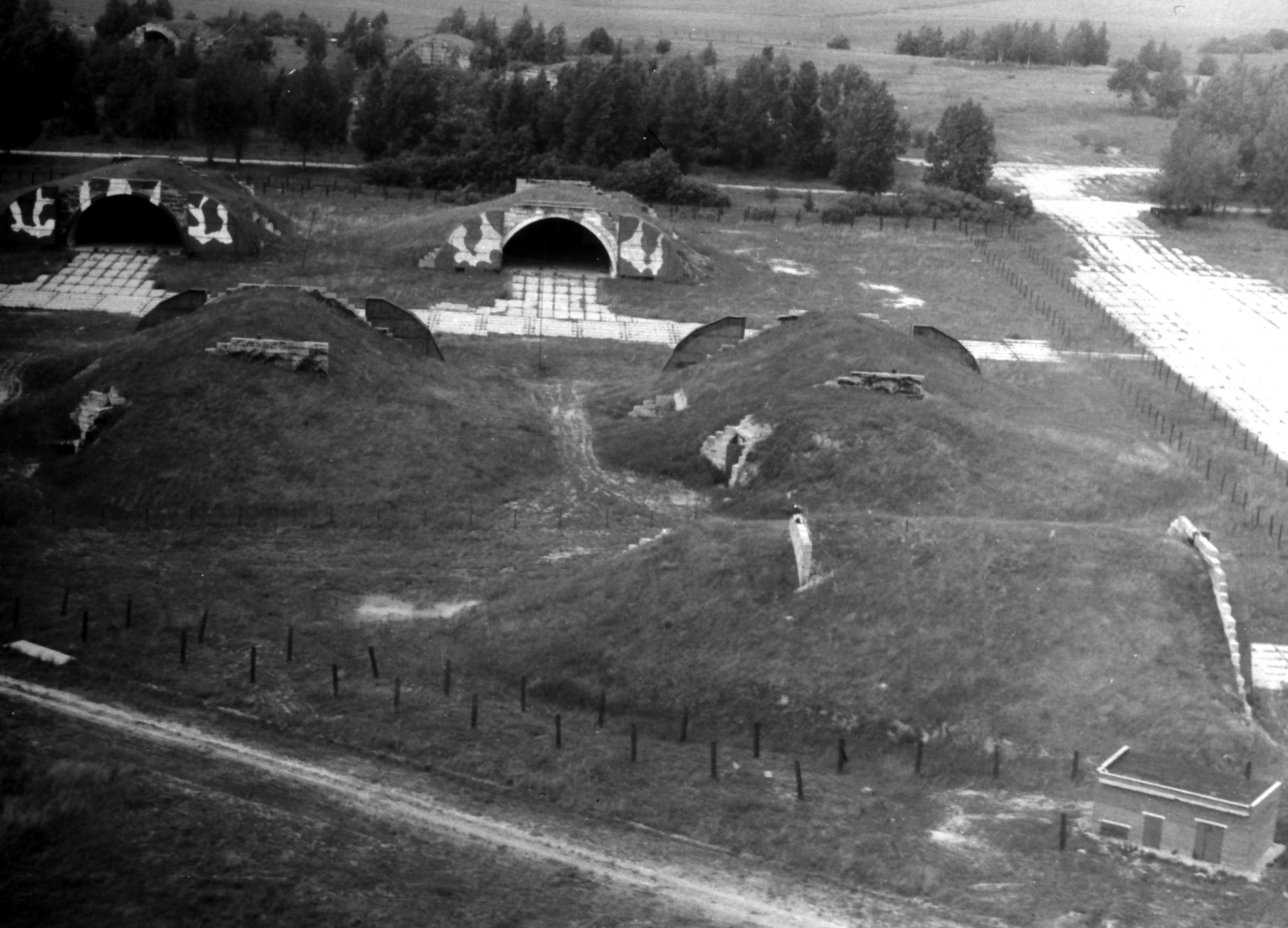
Hangarer 1996
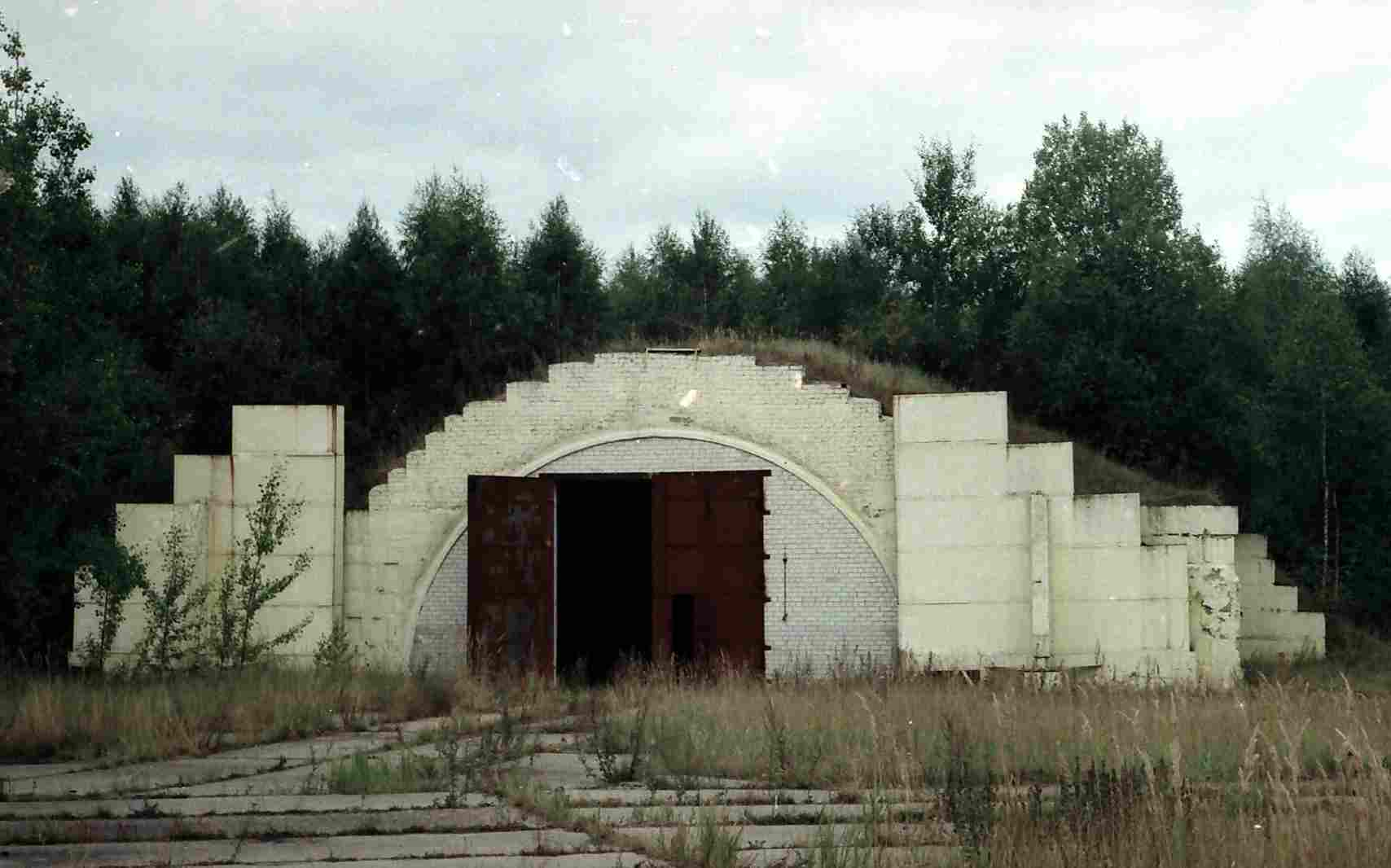
Hangar 2006
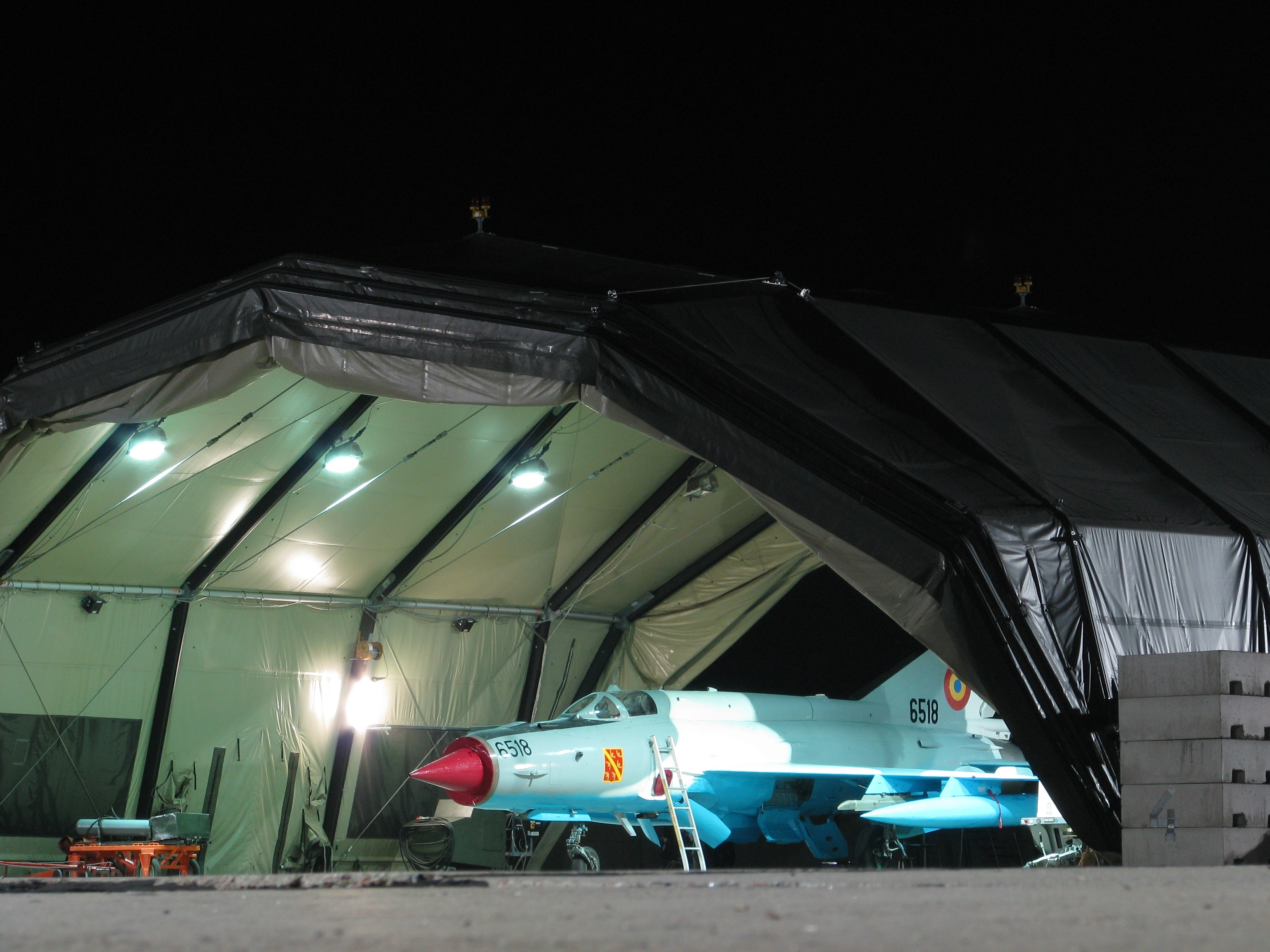
Rumänsk MiG-21 i beredskap nattetid hösten 2007